# حمام وکیل (شیراز)
حمام وکیل یا گرمابه وکیل در دورهٔ زندیه به‌ دستور کریم خان زند ساخته شد. این حمام در خیابان لطفعلی‌خان زند و در کانون شهر شیراز و نزدیک دیگر بناهای زمان زندیان، همچون بازار وکیل و مسجد وکیل جای دارد. از بخش‌های نگریستنیِ این حمام، بخشی به نام شاه‌نشین است که ویژهٔ شاه بوده‌است. این بنا با شمارهٔ ۹۱۷ در فهرست آثار ملی ایران ثبت و نگاشته شده‌است. موزه مردم‌شناسی (گرمابه) شیراز در این بنا قرار دارد. 
حمام وکیل شیراز از مساحتی برابر با ۱۱ هزار مترمربع، ۸ هزار و ۶۶۰ متر زیربنا، ۱۲۰ متر طول و ۸۰ متر عرض توسط معماران توانا و بنام دوران زندیه، ساخته‌شده است. این حمام وسیع، همانند سایر حمام‌های ایران از پیشرفته‌ترین و اصولی‌ترین معماری زمان خود بهره‌مند است. به‌عنوان مثال می‌توان بیان نمود که ورودی حمام‌ها در ایران  کوچک بوده و در این حمام نیز از شیبی ملایم برخوردار است که به هشتی ورودی متصل می‌شود.

این بنا در غرب مسجد وکیل ساخته شده‌است. این حمام بزرگ از پیشرفته‌ترین اصول معماری زمان خود برخوردار بوده‌است. برای نمونه، درآیگاه (ورودیِ) حمام کوچک است و با شیبی ملایم به هشتیِ ورودی، که پایین‌تر از سطح زمین قرار دارد، می‌رسد. ورودی به رختکن، زاویه‌دار ساخته شده و همهٔ این ملاحظات برای این بوده‌است که از ورود سرما به داخل و از خروج گرما به خارج از حمام جلوگیری شود.
سربینهٔ حمام یک هشت‌ضلعی منتظم است که هشت ستون یک‌پارچهٔ سنگی در وسط سقفی گنبدی قرار گرفته‌اند.
گرم‌خانه با سنگ‌فرش پوشیده شده‌است اما جالب توجه این است که در زیر این سنگ‌فرش دالان‌های کم‌عرض و باریکی ساخته شده که هوای گرم و بخار آب در آن جریان می‌یافته‌است تا کف حمام زودتر گرم شود. در جنوب گرم خانه، خزینه قرار دارد که دو دیگ بزرگ برای گرم کردن آب داشته‌است. در دو طرف محوطه گرم خانه دو شاه‌نشین و در دو طرف خزینه دو حاکم‌نشین ساخته شده‌است. در وسط هر حاکم‌نشین نیز حوضی از سنگ مرمر دیده می‌شود.

در زیر گنبد، نقوش آهک‌بُری زیبایی است که داستان‌های آن‌ها از مذهب، سنت، علائق و رؤیاهای مردم این دیار سرچشمه می‌گیرد.

### حمام وکیل شیراز در پیچ‌وخم تاریخ
کریم‌خان زند در  سال‌های 1172 تا 1193 هجری قمری در شهر شیراز حکومت داشته است .کریم خان زند در این سال ها بناهای بسیار زیادی را ساخته  است از جمله ارگ ، کاروانسرا ، حمام ، بازار ، مسجد و آب انبار و … نام برد.در میان این بناها  حمام وکیل یکی از  زیباترین مکان  ساخته شده توسط کریم‌خان است که نقش‌ونگارهای بی نظیر آن از منحصربه‌فردترین جاهای دیدنی شیرازاست . کریم‌خان زند سال 1187 دستور ساخت این حمام داده است .

## نگارخانه

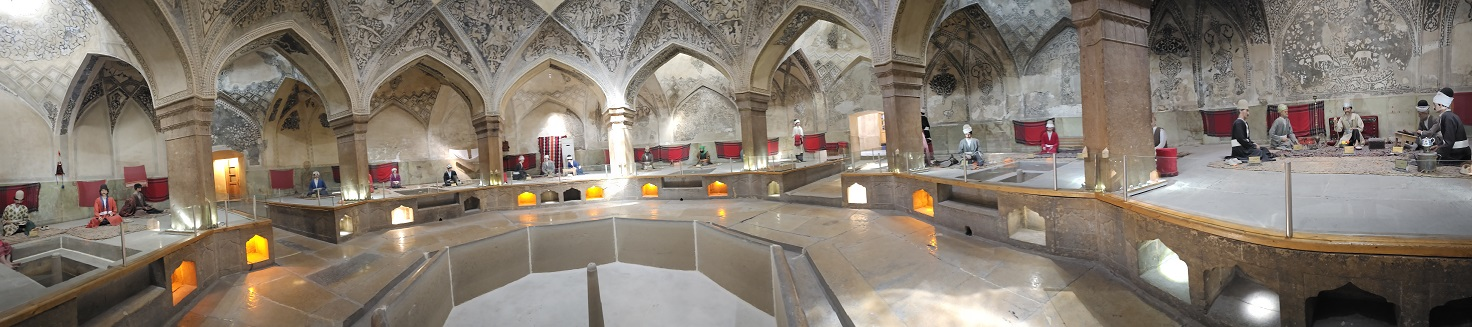
سراسرنمای حمام وکیل
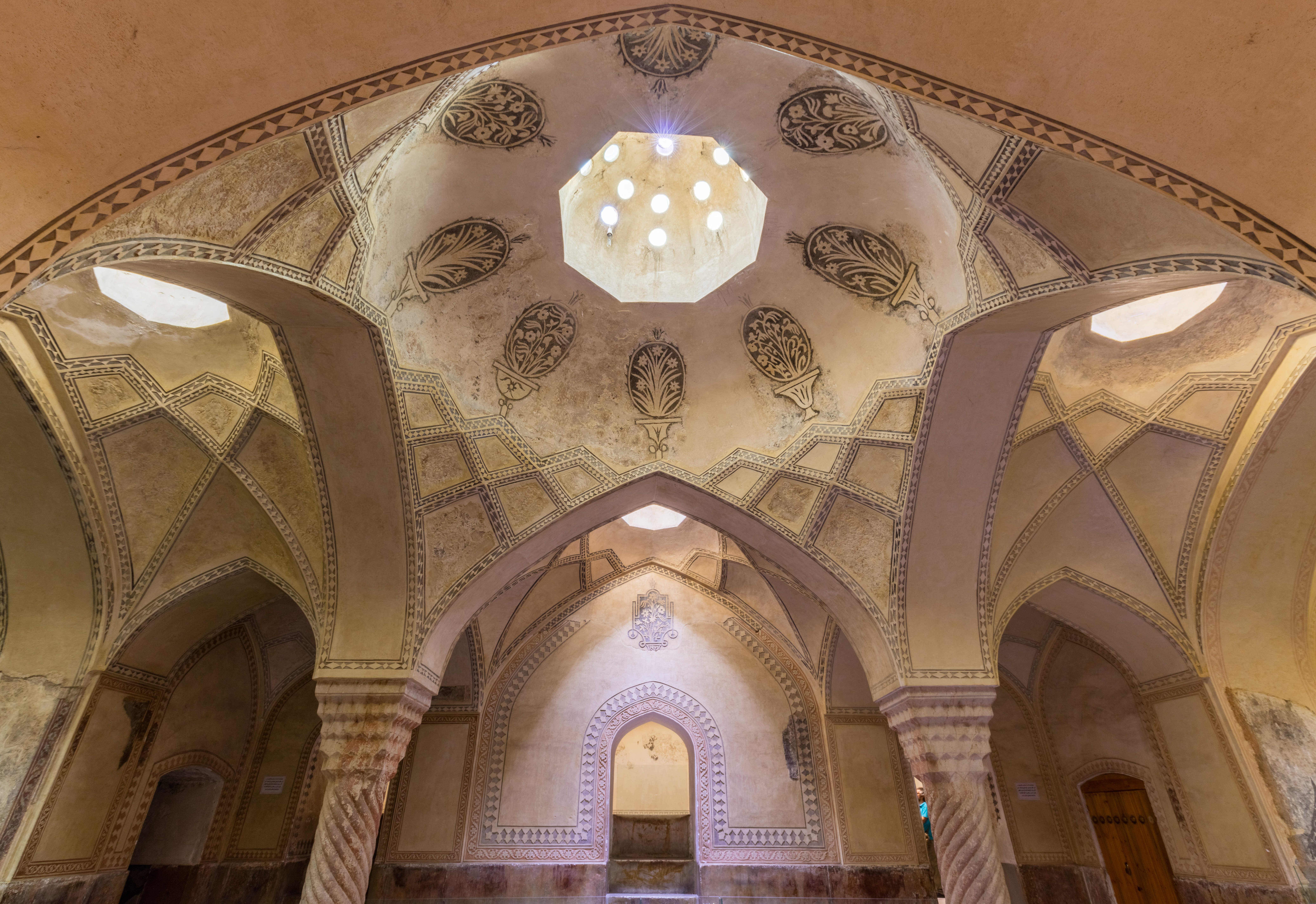
نمایی از حمام وکیل
نمای داخل حمام وکیل
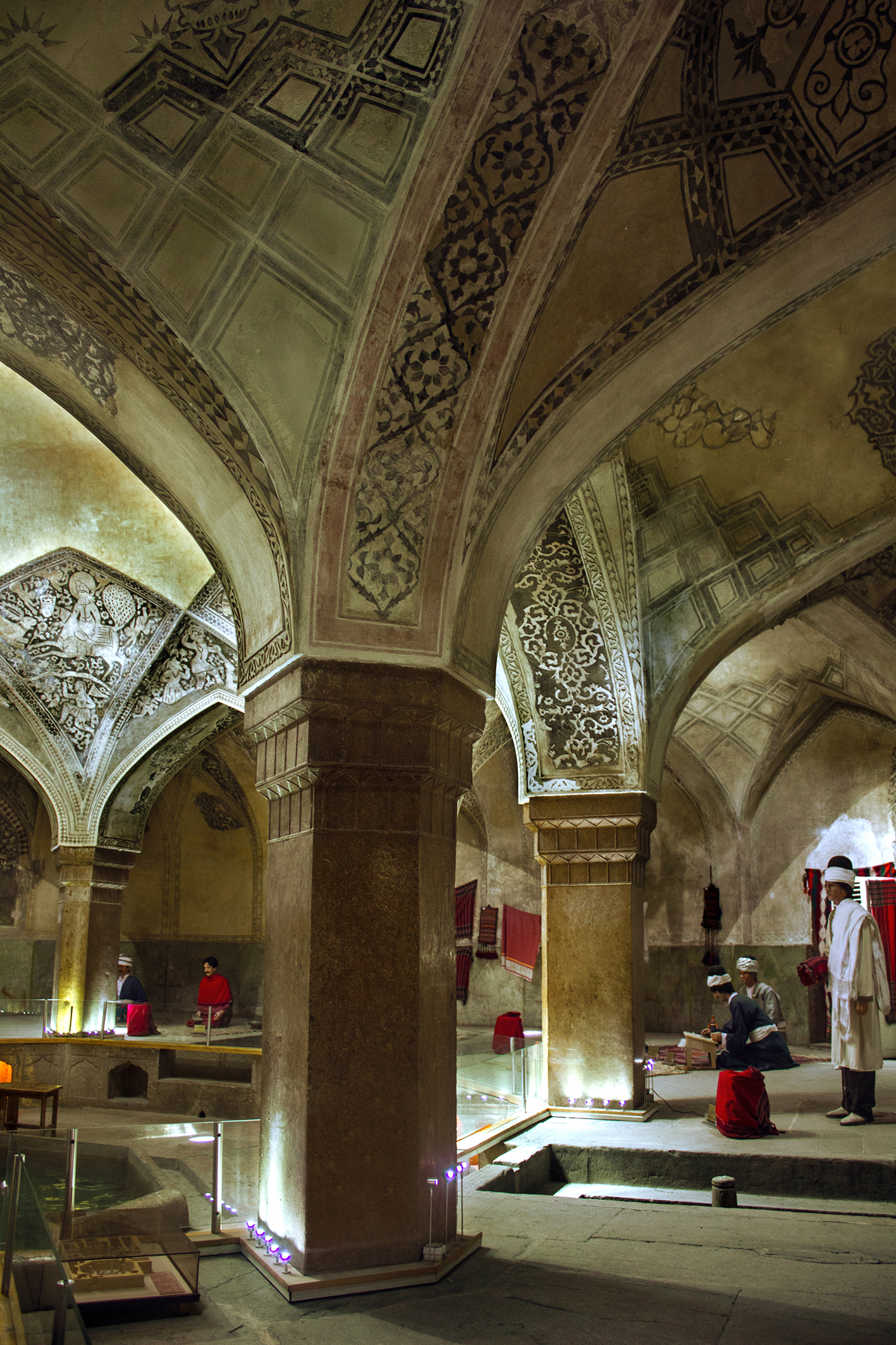
فضای داخلی حمام
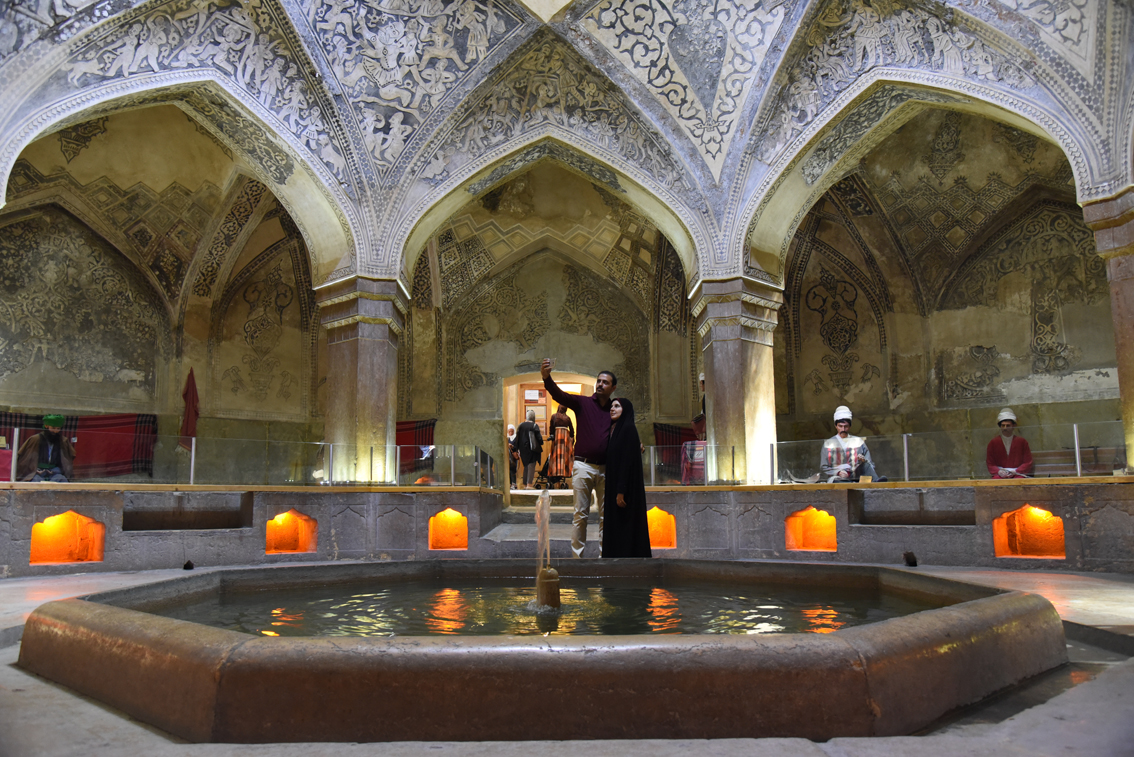
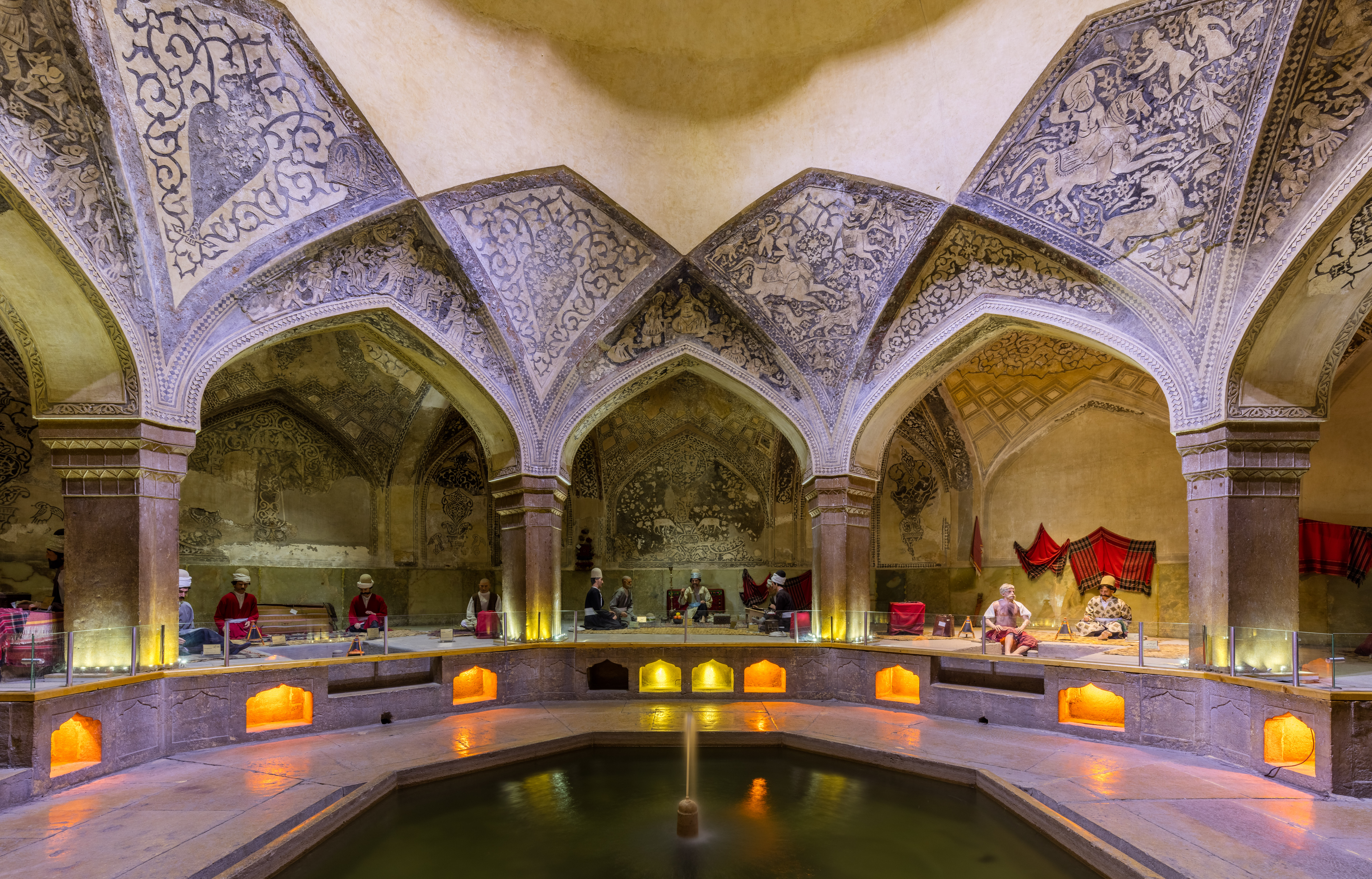
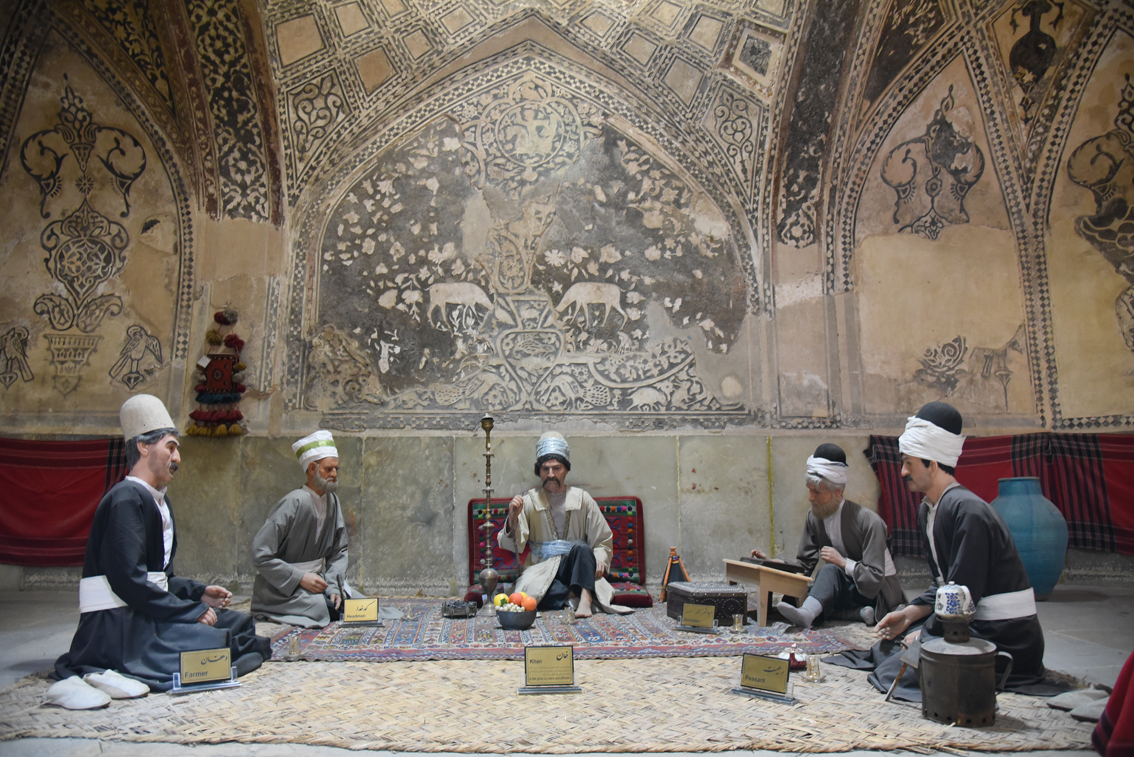
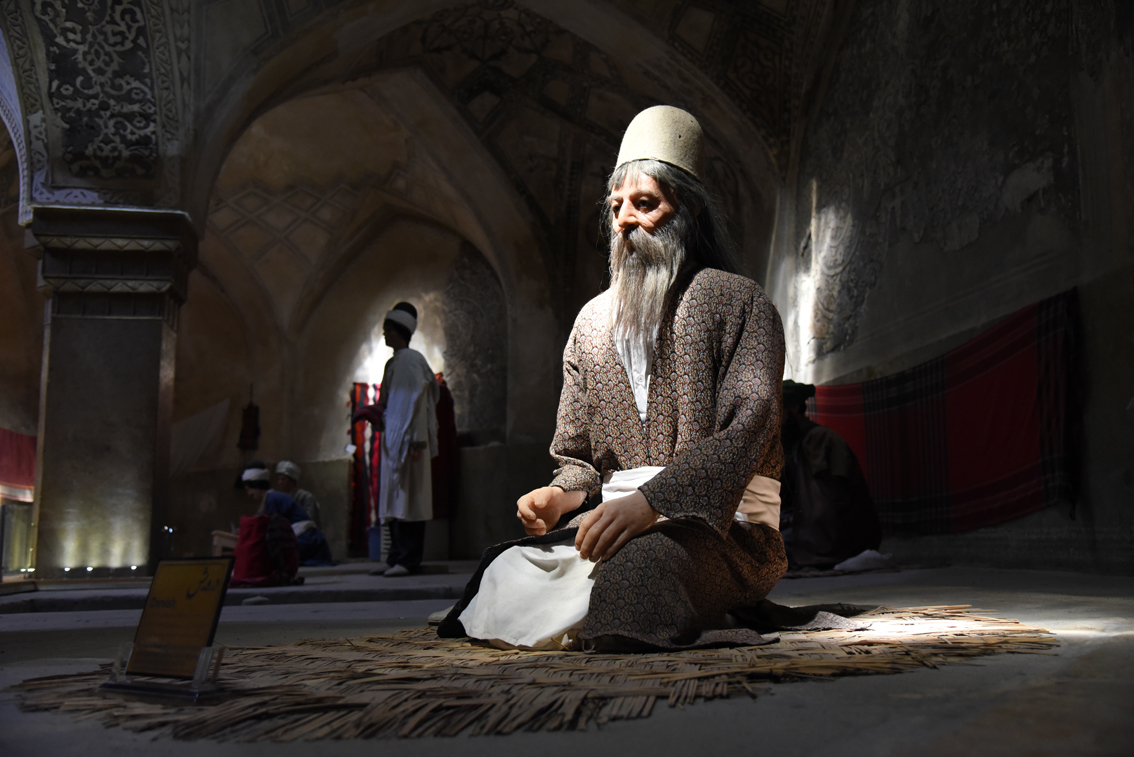
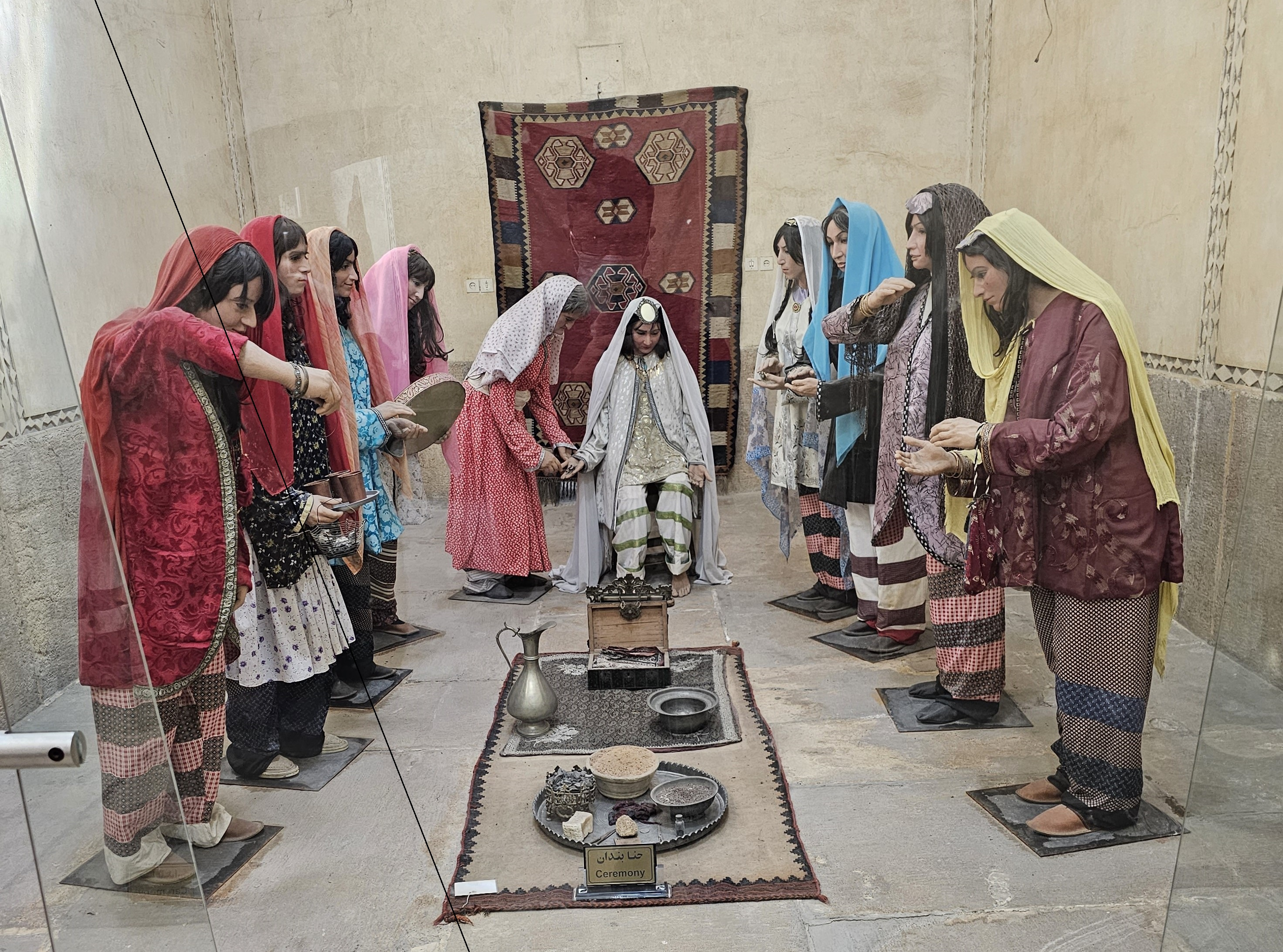
حنابندان در حمام
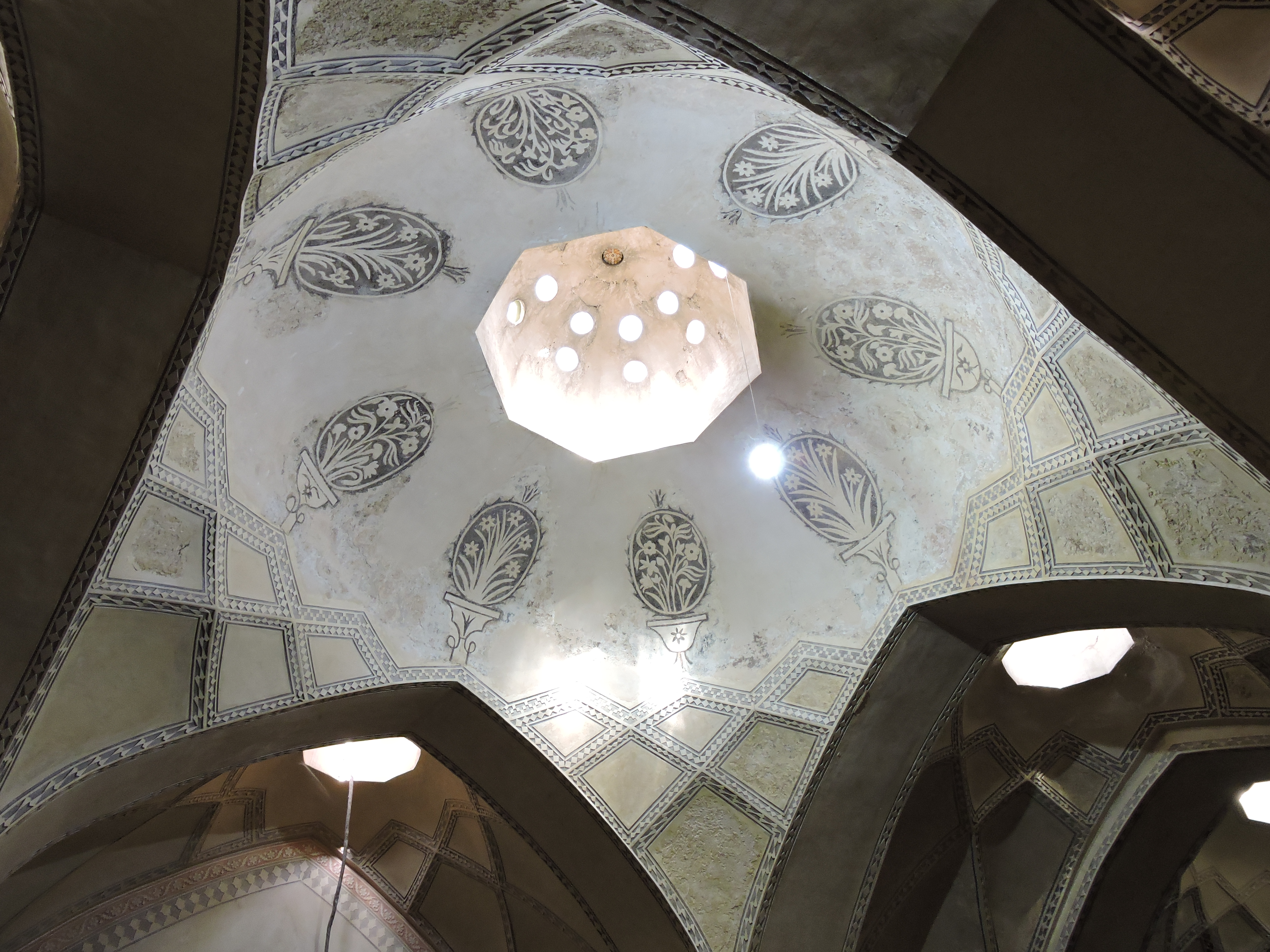
سقف حمام وکیل
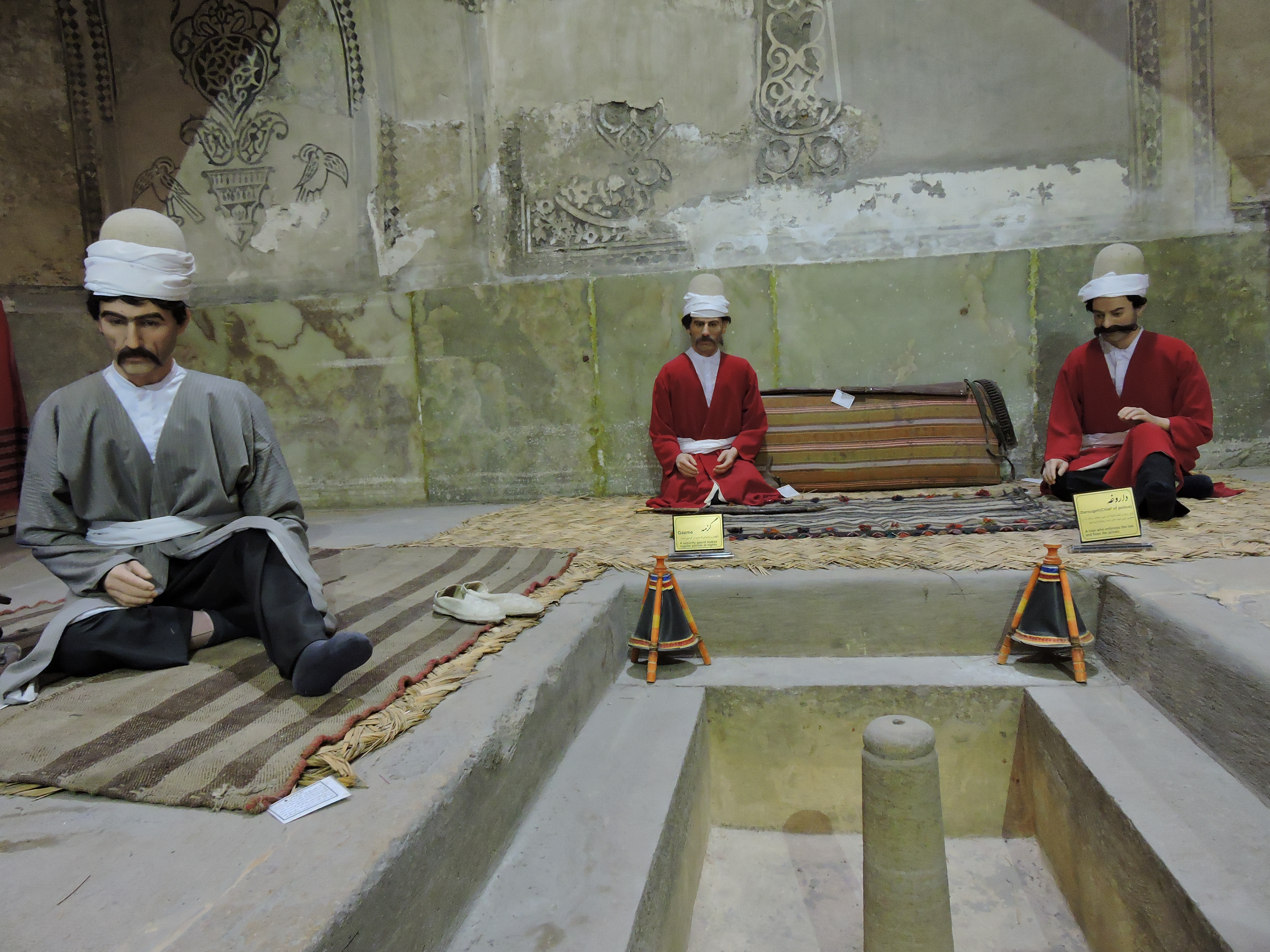
ماکت‌های نصب شده در حمام
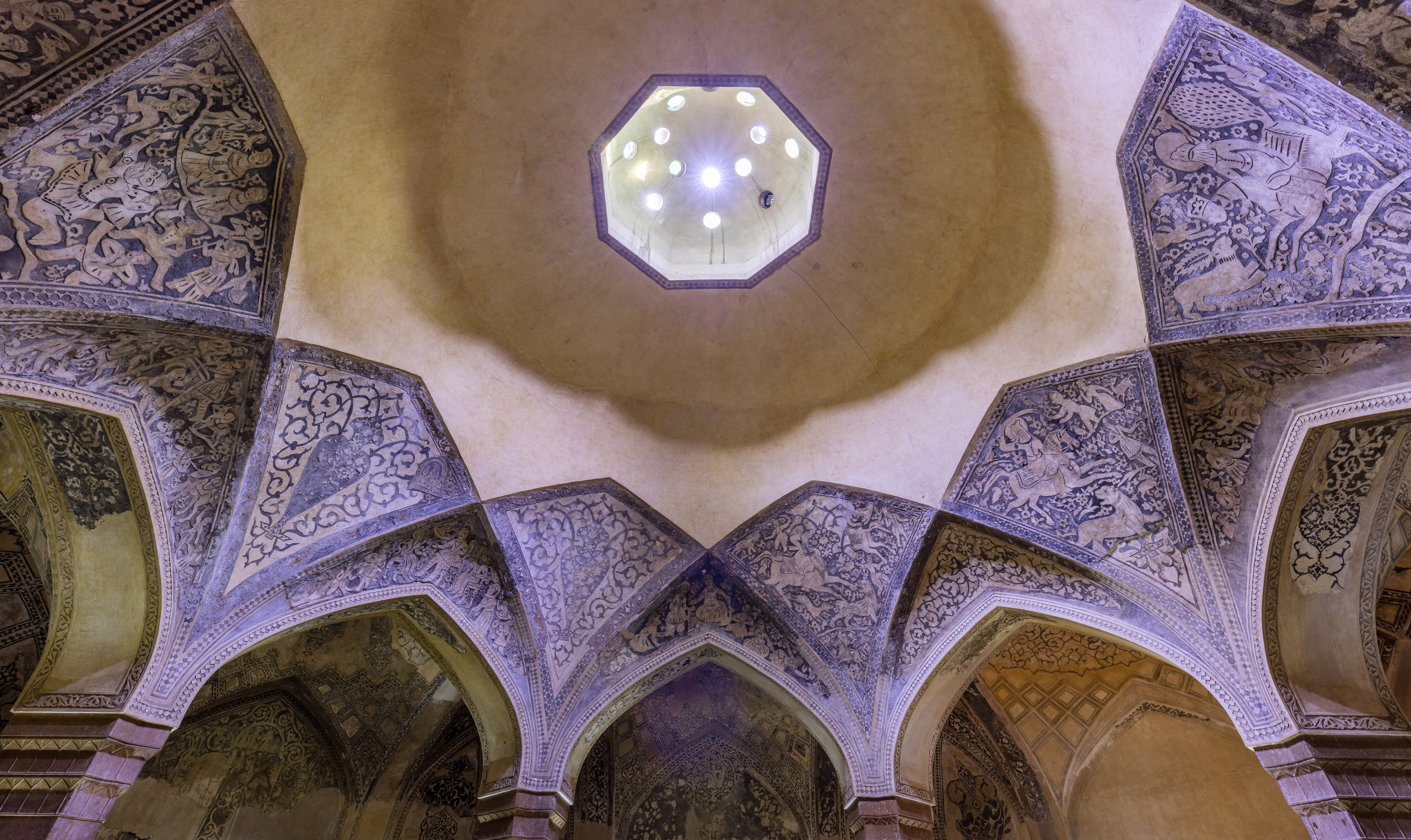
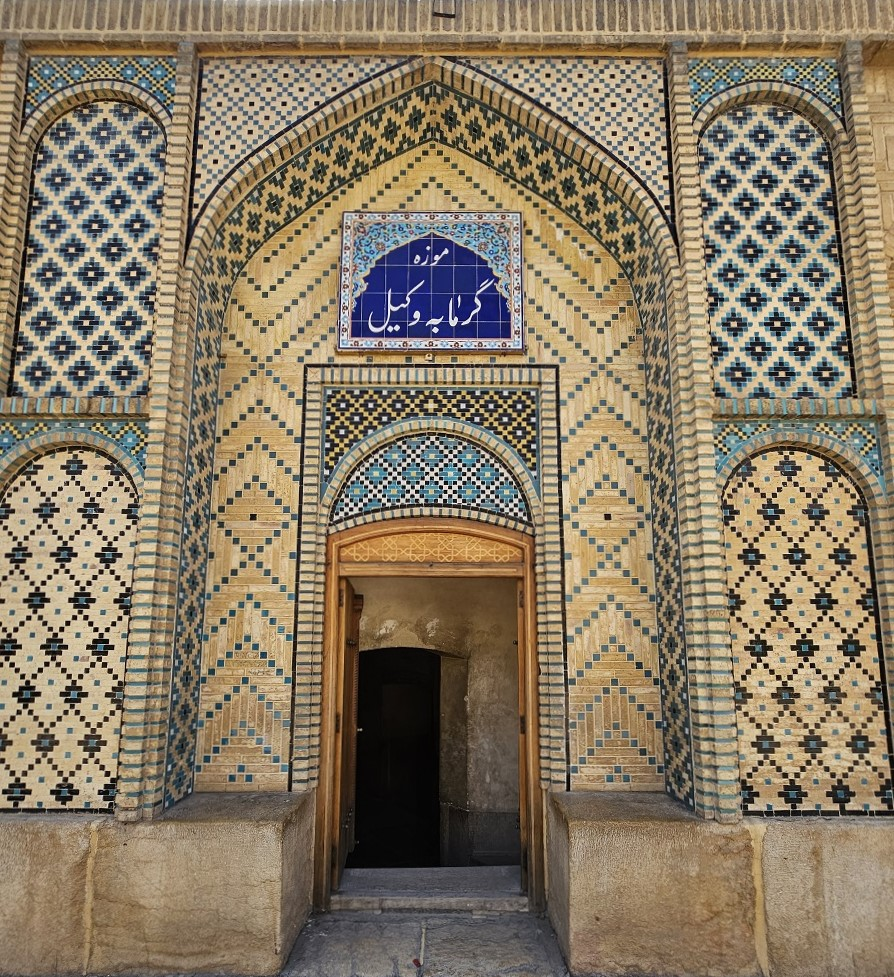
سردر حمام وکیل